# Orgasmocentrismo
El orgasmocentrismo (a veces llamado como imperativo del orgasmo) es la idea o creencia de que toda relación sexual considerada como satisfactoria debe culminar con uno o varios orgasmos.
Al igual que otros términos como el coitocentrismo o falocentrismo, el concepto de orgasmocentrismo es una característica de la sexualidad hegemónica, enfocada más en la apariencia que en el disfrute, lo que puede generar presión y frustración. Generalmente, este se aplica las relaciones sexuales, aunque también puede darse en la masturbación en solitario.

## Descripción
El orgasmocentrismo ha estado en el centro de la investigación desde hace tiempo, en la que se analiza la obsesión existente sobre el orgasmo y como esta ha generado una presión en muchas personas en su vida sexual. Se suele denunciar la sobrevaloración que la cultura ha dado al clímax, que ha sido vista como un «objetivo» o «finalidad», pasando por alto el placer que se puede sentir a lo largo de un encuentro sexual. De hecho, la Real Academia Española define al orgasmo como la «culminación del placer sexual», lo que se traduciría en la (errónea) idea de que el sexo es satisfactorio solamente si incluye dicha respuesta .
Esta idea de idealizar el orgasmo ha llevado también a que algunas personas pueden interpretar la falta de ello como un «fracaso», «disfunción» o una señal de un problema sexual que necesita solución. Los terapeutas sexuales han argumentado que el enfocarse desmedidamente en la consecución del orgasmo es destructivo, haciendo que el sexo sea visto como una actividad en la que se logra una meta u objetivo, en lugar de algo placentero.
Si bien, el orgasmo es algo saludable para la sexualidad humana, los psicólogos e investigadores recomiendan no tomarlo como el medidor predilecto del placer sino como una expresión más del mismo.